# Nihil novi sub sole

Nihil novi sub sole est une expression tirée de la Vulgate, traduction latine officielle de la Bible, signifiant « rien de nouveau sous le soleil ». Plusieurs variantes Nihil sub sole novum, Nihil sub sole novi et Nihil novum sub sole peuvent se trouver dans différentes traductions latines du même verset (Qo ch.1, v.9) tiré de livre de Qohéleth (L'Ecclésiaste en latin). En conclusion du prologue le verset souligne la vanité de toute chose ou entreprise humaines.

## Contexte
Elle s'inscrit dans un constat désabusé sur l'état du monde :
« Vanité des vanités, dit Qohéleth [l’Écclésiaste], vanité des vanités, tout est vanité.
Quel avantage revient-il à l’homme de toute la peine qu’il se donne sous le soleil ?
Une génération s’en va, une autre vient, et la terre subsiste toujours.
Le soleil se lève, le soleil se couche ; il soupire après le lieu d’où il se lève de nouveau.
Le vent se dirige vers le midi, tourne vers le nord ; puis il tourne encore, et reprend les mêmes circuits.
Tous les fleuves vont à la mer, et la mer n’est point remplie ; ils continuent à aller vers le lieu où ils se dirigent.
Toutes choses sont en travail au-delà de ce qu’on peut dire ; l’œil ne se rassasie pas de voir, et l’oreille ne se lasse pas d’entendre.
Ce qui a été, c’est ce qui sera, et ce qui s’est fait, c’est ce qui se fera, il n’y a rien de nouveau sous le soleil.
S’il est une chose dont on dise : Vois ceci, c’est nouveau ! cette chose existait déjà dans les siècles qui nous ont précédés. »
Livre de l'Ecclésiaste (Qohéleth) ch. 1, v.2-10.

## Cousinages littéraires
Alfred de Musset a spirituellement paraphrasé cette expression ainsi :
« La paresse nous bride et les sots vont disant
Que sous ce vieux soleil tout est fait à présent »
La Bruyère exprime aussi cette idée dans sa préface des Caractères : 
« Depuis plus de sept mille ans qu'il y a des hommes,
et qui pensent,
tout a été dit et l'on vient trop tard »